# اقتصاد چرخشی

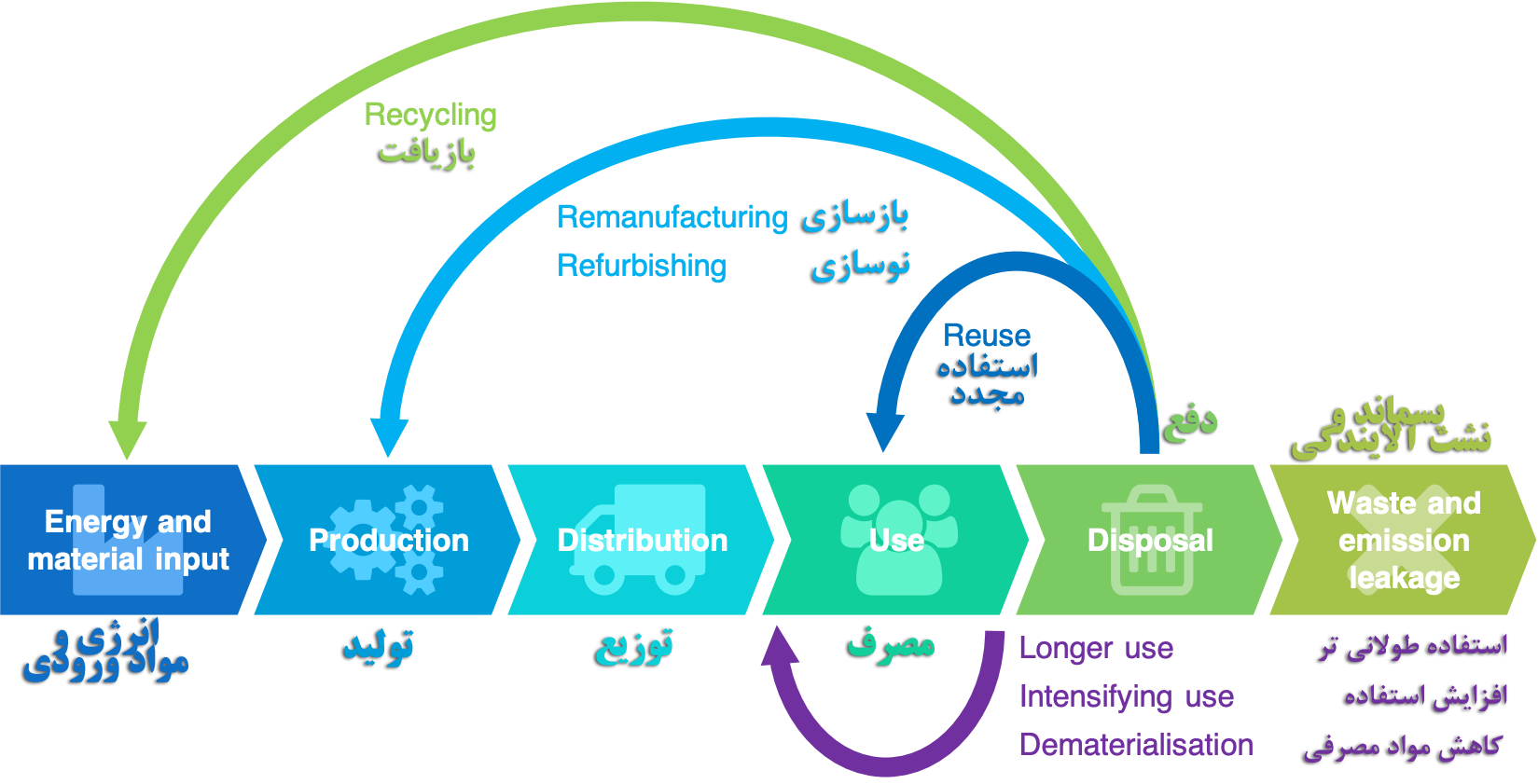
اصول اقتصاد چرخشی

اقتصاد چرخشی یا اقتصاد دورانی (به انگلیسی: Circular Economy) که اغلب به آن Circularity نیز گفته می‌شود، یک نظام اقتصادی است که هدف آن کمینه کردن پسماندها و بیشترین استفاده از منابع است. این رویکرد بازسازی کننده در مقابل رویکرد سنتی اقتصاد خطی قرار می‌گیرد که در آن مدل تولید به صورت «دریافت مواد اولیه، تولید و دور انداختن» است. در این نوع نگاه، مصرف منابع ورودی، پسماندهای خروجی و هدررفت انرژی با بستن یا کوچک کردن حلقه‌های مواد و انرژی، از طریق طراحی، نگهداری، تعمیر، استفاده مجدد، بازتولید و بازیافت کمینه می‌شود. می‌توان به صورت بلندمدت به این اهداف دست یافت. مدافعان این ایده ادعا می‌کنند که چنین جهان پایداری به معنای حتی اندکی کاهش در سطح کیفیت زندگی مصرف‌کنندگان نیست و می‌توان بدون هزینه اضافی برای تولیدکنندگان (یا کاهش درآمدشان) آن را محقق کرد. بحث آن است که مدل‌های کسب‌وکار با محوریت اقتصاد چرخشی می‌توانند به سودآوری مدل‌های خطی باشند که امکان استفاده از محصولات و خدمات مشابه را برای ما فراهم می‌کند.
اقتصاد چرخشی برای دستیابی به مدل‌هایی که به لحاظ اقتصادی و زیست‌محیطی پایدارند، بر حوزه‌هایی چون تفکر طراحی، تفکر سیستماتیک، گسترش طول عمر محصول و بازیافت متمرکز شده است.

## پایداری
به نظر می‌رسد که اقتصاد چرخشی از نظام اقتصاد خطی فعلی، پایدارتر باشد؛ چرا که منابع مورد استفاده، ضایعات و هدررفت انرژی را کاهش می‌دهد، منابع را حفظ و به کاهش آلودگی‌های زیست‌محیطی کمک می‌کند. با این حال، برخی این گونه استدلال کرده‌اند که چنین فرضیاتی ساده‌انگارانه است و پیچیدگی نظام‌های موجود و بده‌بستان‌های احتمالی میان آن‌ها در نظر گرفته نشده است. برای مثال ابعاد اجتماعی پایداری به نظر تنها مسئله‌ای است که به عنوان منافع اقتصاد چرخشی در رسانه‌ها منتشر شده است. مواردی وجود دارند که نیاز به استراتژی‌های متفاوتی دارند؛ مانند خرید تجهیزات جدید با مصرف بهینه انرژی. بررسی پژوهش‌های انجام شده توسط تیم‌های تحقیقاتی دانشگاه کمبریج و دانشگاه دلفت نشان می‌دهند که دست کم هشت نوع گوناگون از ارتباط را می‌توان میان پایداری و اقتصاد چرخشی در نظر گرفت.

### گستره مفهوم
اقتصاد چرخشی می‌تواند حوزه گسترده‌ای را شامل شود. نتایج پژوهش‌ها نشان می‌دهد که پژوهشگران در حال تمرکز بر حوزه‌های مختلف از جمله کاربردهای صنعتی در هر دو بخش محصول و خدمات محوری و همچنین کاربرد و سیاست‌گذاری‌ها هستند تا به این ترتیب محدودیت‌هایی که اقتصاد چرخشی با آن مواجه است، مدیریت استراتژیک جزئیات آن و بروندادهای مختلف مانند کاربردهای استفاده مجدد و مدیریت ضایعات را بهتر درک کنند.
اقتصاد چرخشی شامل محصولات، زیرساخت، تجهیزات و خدمات می‌شود و در هر بخش صنعتی قابل به‌کارگیری است. این مفهوم از منابع «فنی» (مانند فلزات، مواد معدنی، منابع فسیلی) تا منابع «زیستی» (مانند غذا، چوب و …) را دربر می‌گیرد. اغلب مکتب‌های فکری طرفدار سوگیری از سوخت‌های فسیلی به سوی کاربردمنابع انرژی تجدیدپذیر هستند و بر نقش گوناگونی به عنوان یکی از ویژگی‌های نظام‌های پایدار و مقاوم تأکید می‌کنند. گستره مفهوم اقتصاد چرخشی شامل بحث پیرامون نقش پول و منابع مالی به عنوان بخشی از یک تصویر بزرگ‌تر می‌شود و برخی از پیشروان این مکتب تجدید نظر در ابزارهای ارزیابی عملکرد اقتصادی را لازم دانسته‌اند.
یک نمونه از مدل اقتصاد چرخشی پیاده‌سازی مدل‌های اجاره در حوزه‌هایی است که پیش‌تر با رویکرد مالکیت اداره می‌شد؛ مانند وسایل الکترونیکی، لباس، مبلمان و وسایل نقلیه). به واسطهٔ اجاره دادن محصولات به چندین مشتری، تولیدکنندگان می‌توانند درآمد خود را به ازای هر واحد تولیدی افزایش دهند و به این ترتیب نیاز به تولید بیشتر برای درآمد بیشتر کم می‌شود. ابتکارهای حوزه چرخشی اغلب تحت عنوان اقتصاد چرخشی توصیف می‌شوند و متداول‌ترین مدل‌های این حوزه هستند.

### سرآغاز اقتصاد چرخشی
در ابتدای سال ۱۹۶۶ Kenneth Boulding تلاش‌هایی جهت ایجاد آگاهی در خصوص تفاوت‌های میان «اقتصاد باز» (با بی‌شمار منابع ورودی و خروجی در یک حلقه باز) و اقتصاد بسته (که منابع ورودی و خروجی در آن به هم متصلند) انجام داد. مقاله‌ای که او تحت عنوان «اقتصاد سفینه فضایی زمین در آینده» نوشت اغلب به عنوان اولین مرجعی که به اقتصاد چرخشی اشاره کرد، در نظر گرفته می‌شود؛ حتی با وجود اینکه Boulding از این عبارت به صورت مستقیم استفاده نکرده بود.
اقتصاد چرخشی بر مطالعه سیستم‌های غیرخطی مبتنی بر بازخورد استوار است. فهمی که در عصر حاضر از اقتصاد چرخشی وجود دارد و کاربردهای عملی آن در نظام‌های اقتصادی با به‌کارگیری ویژگی‌های گوناگون و تاثیرپذیری از ایده‌های مختلف که البته همه در ایده حلقه بسته مشترکند، شکل گرفته است. برخی از این تأثیرات شامل ایده ز گهواره تا گهواره (در مقابل مفهوم ز گهواره تا گور)، قوانین بوم‌شناسی، اقتصاد حلقه‌بسته و عملکردمحور، طراحی بازسازی کننده، بوم‌شناسی صنعتی، طراحی مبتنی بر محیط زیست و اقتصاد آبی.
اقتصاد چرخشی سپس در سال ۱۹۸۹ توسط اقتصاددان‌های محیط زیست بریتانیایی، دیوید پیرس David Pearce و Kerry Turner توسعه داده شد. این دو در کتاب اقتصاد منابع طبیعی و محیط زیست، به این مسئله اشاره کردند که یک اقتصاد سنتی با حلقه باز بدون هیچ گونه تمایلی به چرخشی توسعه داده شد و این طرز فکر را می‌توان در برخوردش با طبیعت به عنوان مکانی برای انتقال ضایعات مشاهده کرد.
در ابتدای دهه ۱۹۹۰، Tim Jackson اساسی برای این رویکرد جدید نسبت به تولید صنعتی را در مجموعه‌ای تحت عنوان استراتژی‌های تولید پاک گردآوری کرد که شامل چند بخش اختصاصی از نویسندگان برجسته این حوزه می‌شد. در آن زمان از این مفهوم هنوز تحت عنوان مدیریت زیست‌محیطی پیشگیرانه یاد می‌شد اما کتاب بعدی وی تحت عنوان دغدغه‌های مواد – آلودگی، سود و کیفیت زندگی این یافته‌ها را با مانیفستی برای تغییر در راستای دور کردن تولید صنعتی از یک سیستم خطی به سوی اقتصاد چرخشی هم‌گام سازد.

### ظهور یک ایده
در گزارشی که در سال ۱۹۷۶ تحت عنوان «پتانسیل‌های موجود در جایگزینی انرژی با نیروی انسانی» به کمیسیون اروپایی داده شد، تصویری از اقتصاد حلقه‌بسته (یا اقتصاد چرخشی) و همچنین تأثیر آن بر اشتغال‌زایی، رقابت اقتصادی، ذخیره منابع و جلوگیری از ایجاد ضایعات ترسیم شده بود. این گزارش در سال ۱۹۸۲ در کتابی تحت عنوان مشاغلی برای فردا: پتانسیل‌های موجود در جایگزینی انرژی با نیروی انسانی منتشر شد.
هدف اصلی موسسه‌ای که این گزارش را منتشر کرده بود، به عنوان یکی از پیشگامان و معتبرترین اتاق‌های فکر، افزایش طول عمر محصولات است تا ماندگاری بیشتری داشته باشند، استفاده مجدد از محصولات و در نهایت جلوگیری از ایجاد ضایعات است. این مدل بر اهمیت فروش خدمات به جای محصولات تأکید دارد؛ ایده‌ای که عموماً زیرمجموعه اقتصاد عملکردمحور قرار می‌گیرد و طرفدار محلی کردن فعالیت‌های اقتصادی است.
ترویج اقتصاد چرخشی در سال ۲۰۰۶ به عنوان یک سیاست ملی در یازدهمین برنامه پنج ساله چین لحاظ شده بود. مؤسسه Ellen MacArthur به تازگی فرصت‌های اقتصادی موجود در یک اقتصاد چرخشی را فهرست کرده است، تا به این ترتیب مکاتب فکری مکمل را گرد هم آورد تا چارچوبی یکپارچه برای درک تصویر بزرگ‌تر ایجاد کند.
طرفداران این مکتب فکری که اغلب به عنوان چارچوبی برای تفکر معرفی می‌شود، معتقدند که این مفهوم یک مدل یکپارچه است که به عنوان پاسخی به پایان دوران نفت و مواد ارزان‌قیمت ارزشمند است، ضمن اینکه مشارکتی است در انتقال به اقتصاد بدون کربن. در همین راستا، اقتصاد چرخشی می‌تواند در دست‌یابی به اهداف توافق‌نامه پاریس مشارکت کند. تعهداتی که در راستای کاهش تولید کربن دی‌اکسید توسط ۱۹۵ کشور در این توافق‌نامه داده شده است، دمای زمین را به اندازه ۱٫۵ درجه سانتیگراد کاهش نمی‌دهد. برآورد شده است که برای دستیابی به این هدف باید تا سال ۲۰۳۰ سالیانه ۱۵ میلیارد تن تولید گاز دی‌اکسید کربن کاهش یابد. حلقه اقتصاد و Ecofys برآورد کرده‌اند که استراتژی‌های اقتصاد چرخشی می‌تواند سبب کاهش تولید گازهای گلخانه‌ای تا اندازه‌ای شود که این خلاء را پر کند.

### گذار از مدل خطی
فرایندهای صنعتی «دریافت مواد اولیه، تولید و دور انداختن» و سبک زندگی وابسته به آن، منابع محدود موجود را برای ساخت محصولاتی با طول عمر مشخص مصرف می‌کنند که در نهایت این محصولات از زمین‌های دفع زباله سر درمی‌آورند. در مقابل، رویکرد چرخشی بینش خود را از سیستم جانداران زنده دریافته است. به این ترتیب این رویکرد همانند ارگانیسم‌هایی عمل می‌کند که مواد غذایی که قابل بازگشت به چرخه هستند – چه به لحاظ زیست‌بوم‌شناسی و چه فنی – فرآوری می‌کنند و بنابراین عبارت حلقه بسته یا بازسازی معمولاً به آن مربوط است. برچسب اقتصاد چرخشی به صورت عمومی را می‌توان در بسیاری از مکاتب فکری به کار گرفت یا این کلمه ممکن است از جانب بسیاری مکاتب فکری ادعا شود؛ اما همه آن‌ها حول همان اصول پایه می‌چرخند.
Walter Stahel یکی از متفکرین پیشرو در این حوزه است که معمار، اقتصاددان و پدر و پایه‌گذار پایداری صنعتی است. او با استفاده از عبارت «از گهواره تا گهواره» برای اولین بار در اواخر دهه ۱۹۷۰ (به جای «از گهواره تا گور») شیوه سنتی ما را در تبدیل منابع به ضایعات نشان می‌دهد. Stahel برای توسعه رویکرد حلقه بسته در فرایندهای تولید و همچنین بنیان نهادن مؤسسه Product-Life در ژنو تلاش‌های بسیاری کرد. در سال 1982 Steve Parker در بریتانیا بر روی ضایعات به عنوان منبعی در تولیدات کشاورزی پژوهش کرد و به این ترتیب یک سیستم تولید حلقه بسته را توسعه داد. این سیستم‌ها بازتابی از زیست‌بوم هستند و در هماهنگی با این زیست‌بوم‌ها که پیش از این به استعمار گرفته بودند، کار می‌کنند.

## به سوی اقتصاد چرخشی
در ژانویه ۲۰۱۲ گزارشی با عنوان به سوی اقتصاد چرخشی: استدلال‌های اقتصادی و کسب‌وکار برای تسریع گذار منتشر شد. این گزارش که توسط بنیاد Ellen MacArthur پشتیبانی و توسط مؤسسه پژوهشی McKinsey & Company توسعه داده شده بود، اولین در نوع خود بود که فرصت‌های اقتصادی و کسب‌وکار را برای گذار به یک مدل بازیابی و بازیافت در نظر می‌گرفت. با استفاده از مطالعه موردی محصولات و تحلیل گسترده اقتصادی، این گزارش جزئیات منافع احتمالی و بسیار بااهمیت این مفهوم را در اروپا نشان می‌دهد. در این گزارش مبتنی بر شبیه‌سازی فعالیت‌های اقتصادی در حوزه توسعه محصول و بازتولید استدلال شده است که زیرمجموعه‌ای از بخش تولید اتحادیه اروپا می‌تواند در هزینه‌های تأمین منابع خود به صورت خالص مبلغ ۶۳۰ میلیارد دلار تا سال ۲۰۲۵ صرفه‌جویی کند. به سوی اقتصاد چرخشی همچنین پایه‌های کلیدی در گذار به اقتصاد چرخشی را نیز مشخص می‌کند که از این میان می‌توان به مهارت در طراحی و تولید بازیافت، طرح‌های جدید کسب‌وکار، مهارت در ساخت چرخه‌های بازگشت و همکاری‌های میان/بین‌چرخه‌ای نام برد.
از سوی دیگر پیاده‌سازی اقتصاد چرخشی در ایالات متحده آمریکا توسط Ranta و دیگران در یک مقاله ارائه شده است. این گروه با پیروی از چارچوب معرفی شده توسط Scott R محرک‌ها و موانع سازمانی را در اقتصاد چرخشی در نواحی گوناگون دنیا تحلیل کردند. در این مقاله موسسات دوستدار محیط زیست در نقاط مختلف دنیا انتخاب شدند و دو نوع فرایند تولید برای تحلیل انتخاب شد: ۱) تولید محصول‌محور و ۲) مدیریت ضایعات. مشخصا در ایالات متحده آمریکا، شرکت محصول‌محور، شرکت Dell بود (شرکتی آمریکایی در حوزه فناوری کامپیوتر که اولین شرکتی است که امکان بازیافت رایگان را برای مشتریان خود ایجاد کرده است و همچنین نخستین کامپیوتر ساخته شده از مواد بازیافتی را نیز به بازار عرضه کرده است). افزون بر این، شرکتی که رویکرد مدیریت ضایعات را پیش گرفته بود (رویکردی که شامل مراحل مختلفی از جمع‌آوری، دور انداختن و بازیافت می‌شود) شرکت Republic Services بود که دومین بزرگ‌ترین شرکت مبتنی بر مدیریت ضایعات در آمریکا است. رویکردی که برای سنجش محرک‌ها و موانع وجود داشت، نخست شناسایی شاخص‌هایی برای شرکت‌های مورد مطالعه و سپس دسته‌بندی آن‌ها به محرک (زمانی که شاخص به سود مدل اقتصاد چرخشی بود) و مانع (در غیر این صورت) بود.

### زیرساختی برای تسریع اقتصاد چرخشی - PACE
در سال ۲۰۱۸ مجمع جهانی اقتصاد، مؤسسه منابع جهانی، فیلیپس، بنیاد Ellen MacArthur، برنامه محیط زیست سازمان ملل متحد و بیش از ۴۰ مشارکت‌کننده دیگر زیرساختی را برای تسریع اقتصاد چرخشی تحت عنوان PACE به راه انداختند. این زیرساخت مبتنی بر میراث پروژه جریان اصلی (MainStream) که توسط رئیس مجمع جهانی اقتصاد راه‌اندازی شده بود، ساخته شد؛ پروژه‌ای که هدف اصلی آن گسترش نوآوری‌های مبتنی بر اقتصاد چرخشی بود. تمرکز زیرساخت PACE بر روی سه هدف اصلی بود: ۱) توسعه مدل‌هایی از ترکیب دارایی برای تأمین مالی پرژوه‌های مبتنی بر اقتصاد چرخشی به ویژه در کشورهای در حال توسعه و اقتصادهای نوظهور؛ ۲) ایجاد چارچوب‌های سیاست‌گذاری برای نشان دادن موانع خاص برای پیشبرد اقتصاد چرخشی و ۳) ارتقای همکاری‌های میان بخش خصوصی و دولتی برای تحقق این اهداف.
اعضای PACE شامل شرکت‌های بین‌المللی گوناگونی مانند IKEA, Coca-Cola, Alphabet Inc. و DSM هستند که در کنار شرکت‌های دولتی و موسسات توسعه از کشورهای دانمارک، هلند، فنلاند، روآندا، امارات متحده عربی، چین و … فعالیت می‌کنند. این پروژه در حال حاضر تحت عنوان PACE زیر نظر شرکت فیلیپس، دیگر شرکا و اتحاد جهانی باتری با بیش از ۳۰ مشارکت‌کننده مدیریت می‌شود. در ژانویه ۲۰۱۹ گزارشی تحت عنوان یک چشم‌انداز چرخشی جدید برای تجهیزات الکترونیکی: زمان برای راه‌اندازی مجدد دنیا فرا رسیده است از جانب PACE منتشر شد.

### استاندارد BS 8001:2017 اقتصاد چرخشی
در سال ۲۰۱۷ مؤسسه استاندارد بریتانیا برای فراهم کردن راهنما برای سازمان‌هایی که استراتژی‌های اقتصاد چرخشی را پیاده‌سازی می‌کنند، چارچوب استاندارد BS 8001:2017 را برای پیاده‌سازی اصول اقتصاد چرخشی در سازمان‌ها ارائه کرد. این استاندارد تلاش می‌کند تا بلندپروازی‌های جاه‌طلبانه رویکرد اقتصاد چرخشی را با استفاده از فرایندهای کسب‌وکار در سطح سازمانی هماهنگ کند. این استاندارد شامل فهرستی از اصطلاحات و تعاریف در حوزه اقتصاد چرخشی است که اصول هسته‌ای آن را توصیف می‌کند. همچنین راهنمایی‌های اندکی پیرامون پایش و ارزیابی اقتصاد چرخشی ارائه شده است. با این حال هنوز توافق جمعی بر روی شاخص‌های عملکردی اقتصاد چرخشی قابل به‌کارگیری در سطح سازمان و محصول وجود ندارد.

### مدل‌های کسب‌وکار چرخشی
در حالی که عمده تمرکز فعالیت‌های آکادمیک، صنعتی و سیاست‌گذاری بر توسعه فناوری‌هایی با پیشوند باز- است (مانند بازیافت، بازتولید، بازبه‌کارگیری، و …) است، به زودی آشکار شد که این قابلیت‌های فناوری به صورت روزافزون از پیاده‌سازی آن‌ها پیشی گرفته‌اند. ذی‌نفعان گوناگون برای نفوذ این فناوری در گذار به یک اقتصاد چرخشی باید تلاش کنند. این تلاش‌های معطوف به ایجاد نوآوری در مدل‌های کسب‌وکار به عنوان یک پارامتر کلیدی در نفوذ و برگرفتن فناوری‌های چرخشی عمل می‌کند.
مدل‌های کسب‌وکار چرخشی را می‌توان به عنوان مدل‌هایی تعریف کرد که حلقه‌ها را بسته‌تر، کوچک‌تر، آهسته‌تر، باشدت‌تر، و موادزدایی (مواد اولیه) می‌کنند تا به این ترتیب منابع ورودی و خروجی ضایعات و نشت انرژی را کمینه کنند. این مسئله شامل سنجه‌های بازیافت (بستن حلقه)، بهبود بهره‌وری (کوچک کردن حلقه)، گسترش چرخه استفاده (آهسته کردن چرخه حلقه)، گسترش تعداد دفعات استفاده (باشدت کردن چرخه) و جایگزینی محصولات با راهکارهای خدماتی و نرم‌افزاری (موادزدایی) می‌شود. این پنج رویکرد نسبت به حلقه منابع را همچنین می‌توان به عنوان استراتژی‌های عمومی یا الگوی اصلی نوآوری در مدل‌های کسب‌وکار چرخشی است.
مدل‌های کسب‌وکار چرخشی همانند مدل‌های اقتصادی ممکن است اهداف مختلفی داشته باشند. برای نمونه: گسترش طول عمر مواد و محصولات که در آن چرخه‌های استفاده چندتایی محتمل با به‌کارگیری راهکار «ضایعات = ورودی» به بازیافت مواد کمک می‌کند و تضمین می‌کند که آن مواد زیستی که به زمین بازمی‌گردند سازگار و غیرسمی هستند؛ به این ترتیب انرژی موجود، ورودی آب و سایر فرایندها را تا حد امکان حفظ می‌کند، از راهکارهای تفکر سیستماتیک برای طراحی راهکارها، بازسازی یا دست کم حفظ محیط زیست و سیستم‌های زنده بهره می‌گیرد، فشارهای لازم را برای تبیین سیاست‌ها، مالیات‌ها و سازوکارهای بازار به منظور تشویق به نظارت بر محصولات (مانند قوانین جریمه بر آلوده کردن آب) ایجاد می‌کند.

## صنایعی که مدل اقتصاد چرخشی را برگرفته‌اند

### صنعت نساجی
اقتصاد چرخشی در حوزه نساجی در پاسخ به مدل خطی فعلی در صنعت مد و فشن ایجاد شده است که در آن مواد خام استخراج شده و به محصولات تجاری تبدیل و مجدداً خریداری و استفاده می‌شوند و در نهایت توسط مصرف‌کنندگان نهایی دور انداخته می‌شوند. شرکت‌های صنعت مد و فشن که سرعت بالاتری دارند، سرعت بالای مصرف را تشدید می‌کنند که همین امر سبب تشدید آثار حاصل از یک سیستم خطی می‌شود. مدل «دریافت مواد اولیه، تولید و دور انداختن» نه تنها منجر به از میان رفتن ارزش اقتصادی به اندازه ۵۰۰ میلیارد دلار در سال می‌شود، بلکه آثار مخرب زیست‌محیطی و اجتماعی بیشماری نیز دارد. چنین آثار زیست‌محیطی شامل چندین تن لباس که سر از زمین‌های دفع یا آتش زدن زباله درمی‌آورند و همچنین سایر خطراتی می‌شود که حقوق انسانی را به مخاطره می‌اندازد. فیلم The True Cost ساخته سال ۲۰۱۵ یک مستند انقلابی دربارهٔ دنیای فشن و مد است و توضیح می‌دهد که در ساختار سرعتی که این صنعت دارد، دستمزدها، شرایط ناامن و فجایع کارخانه‌های تولیدی همه بخشیده می‌شوند چرا که این کارخانه‌ها تعداد زیادی شغل برای افرادی ایجاد کرده‌اند که چاره دیگری ندارد. این مسئله نشان می‌دهد که صنعت مد و فشن با ادامه به صورت سیستم خطی در بیش از یک مورد به کره زمین آسیب می‌رساند.
چنین استدلال می‌شود که صنعت نساجی با دنبال کردن رویکرد اقتصاد چرخشی می‌تواند به کسب‌وکاری پایدار تبدیل شود. مؤسسه Ellen MacArthur در بالای فهرستی است که بر منافع حاصل از اقتصاد چرخشی تکیه کرده است. در گزارش سال ۲۰۱۷ این مؤسسه تحت عنوان «اقتصاد نوین نساجی» آمده است که چهار آرزوی کلیدی مورد نیاز برای تثبیت اقتصاد چرخشی شامل:
§ توقف تدریجی آزاد کردن میکروالیاف‌ها.
§ تحول شیوه طراحی، فروش و استفاده از لباس‌ها تا به این ترتیب به صورت طبیعی دورانداختنی نباشند.
§ بهبود قابل توجه بازیافت از طریق تحول طراحی، گردآوری و بازفرآوری لباس‌ها.
§ و استفاده اثربخش از منابع و حرکت به سوی ورودی‌های تجدیدپذیر.
هر چند این کار ساده به نظر برسد، تنها تعداد انگشت‌شماری از طراحان در صنعت مد و فشن انجام این کار را برعهده گرفتند؛ افرادی چون Patagonia, Eileen Fisher و Stella McCartney. نمونه‌ای از اقتصاد چرخشی برای یک برند در این صنعت کارخانه Eileen Fisher است که در آن مشتریان تشویق می‌شوند که لباس‌های خود را برای تولید و فروش مجدد بازگردانند. در مصاحبه‌ای که در پادکست Glossy در سال ۲۰۱۸ انجام شد، Fisher توضیح می‌دهد که بخش بزرگی از این مشکل در صنعت مد و فشن مصرف‌گرایی بیش از حد است: ما باید کمتر تولید کنیم و کمتر بفروشیم. شما می‌توانید خلاق باشید و چیزهای بیشتری خلق کنید اما نباید بیشتر بفروشید. این کارخانه اثبات کرده است که می‌شود در صنعت نساجی اقتصاد چرخشی داشت. چین و اروپا هر دو در توسعه اقتصاد چرخشی پیشرو شدند. نشریه زیست‌بوم صنعتی (۲۰۱۷) نوشته است دیدگاه چینی‌ها در اقتصاد چرخشی گسترده است و شامل مواردی مانند آلودگی و مسائل دیگر نیز در کنار مدیریت ضایعات و دغدغه منابع می‌شود، در حالی که درک اروپا از اقتصاد چرخشی گستره زیست‌محیطی کمتری را شامل می‌شود و تنها بر ضایعات و منابع و فرصت‌هایی برای کسب و کار تمرکز شده است. این فعالیت‌ها برای شهروندان اهمیت بسیار دارد تا به این ترتیب فرصت‌ها و منافع اقتصاد چرخشی را در صنعت نساجی درک کنند.
صنعت نساجی راه درازی را برای رسیدن به آینده‌ای پایدار در پیش دارد. یک اقتصاد چرخشی می‌تواند پاسخی باشد به مسائل اجتماعی و زیست‌محیطی که مدل‌های خطی و سریع صنعت مد امروز آفریده است.

### صنعت ساختمان‌سازی
بخش ساختمان‌سازی یکی از بزرگ‌ترین تولیدکنندگان ضایعات در دنیاست. اقتصاد چرخشی به عنوان یک راهکار مفید برای کاهش آثار زیست‌محیطی این صنعت به کار گرفته می‌شود.
ساخت و ساز برای اقتصاد اتحادیه اروپا بسیار بااهمیت است. این بخش ۱۸ میلیون شغل مستقیم ایجاد کرده است و ۹٪ از تولید ناخالص داخلی اتحادیه اروپا را شامل می‌شود. دلیل اصلی آثار مخرب زیست‌محیطی این صنعت به سبب استفاده از منابع غیرتجدیدپذیر و تولید پسماندهای آلوده است که هر دو با سرعت زیادی رو به افزایش است.
تصمیم‌سازی دربارهٔ اقتصاد چرخشی ممکن است در سه سطح عملیاتی (در ارتباط با بخش‌های ویژه‌ای از فرایند تولید)، تاکتیکی (در ارتباط با کل فرایند) و استراتژیک (در ارتباط با کل سازمان) باشد. همچنین ممکن است هم شرکت‌های ساخت‌وساز و هم پروژه‌های ساختمان‌سازی را در بر بگیرد (که در آن شرکت‌های ساختمان‌سازی خود ذی‌نفع هستند). به عنوان یک مورد خوب با ایده اقتصاد چرخشی در بخش ساختمان‌سازی در سطح عملیاتی فعالیت می‌کند، می‌توان به شرکت Walnut Husks اشاره کرد که در کاربردهایی چون سایش کم، زیاد و طبیعی برای پاک کردن سطوح آجری به گار گرفته می‌شود.
دانه‌های ساییده شده از پوسته‌های گردوی خردشده، پاک‌شده و انتخاب‌شده تولید می‌شوند. این دانه‌ها به عنوان مواد ساییده شده قابل استفاده مجدد طبقه‌بندی می‌شوند. نخستین تلاش‌ها برای ایجاد سنجه‌هایی کلی برای پیاده‌سازی اقتصاد چرخشی در شرکت‌های ساختمان‌سازی توسط تیم پژوهشی بین‌المللی Nunez-Cacho P. و Gorecki J. و Molina-Moreno V. و Corpas-Iglesias F.A. انجام شد. نتیجه این مطالعه در سال ۲۰۱۸ در نشریه Sustainability منتشر شد.

### صنعت لجستیک
صنعت لجستیک نقشی مهم در اقتصاد هلند بازی می‌کند، چرا که این کشور در منطقه ویژه‌ای قرارگرفته است که جابه‌جایی کالا در آن به صورت روزانه صورت می‌گیرد. هلند نمونه‌ای از کشوری در اتحادیه اروپاست که به صورت روزافزون به سوی به‌کارگیری یک اقتصاد چرخشی حرکت می‌کند. اقتصاد این کشور (همانند سایر کشورهای اتحادیه اروپا) به واسطه وابستگی به واردات منابع خام از کشورهایی مانند چین شکننده است که سبب شده است این کشور نسبت به هزینه‌های غیرقابل پیش‌بینی واردات برای این محصولات اولیه حساس باشد.
پژوهش‌های مربوط به صنایع هلند نشان می‌دهد که ۲۵٪ از شرکت‌های هلندی پیرامون اقتصاد چرخشی دانش دارند و به آن علاقه‌مندند. افزون بر این این رقم در شرکت‌هایی که بیش از ۵۰۰ کارمند دارد تا ۵۷٪ افزایش می‌یابد. برخی از این حوزه‌ها شامل صنایع شیمیایی، صنعت عمده‌فروشی، بخش کشاورزی صنعتی، جنگل‌داری و ماهیگیری است چرا که این صنایع با استفاده مجدد، بازیافت و کاهش واردات مواد اولیه می‌توانند هزینه‌های خود را کاهش دهند. به علاوه شرکت‌های لجستیک می‌توانند با فراهم کردن مشوق برای مشتریان با کاهش هزینه‌ها از طریق بهینه‌سازی مسیرهای ارسال و همچنین ارائه خدماتی مانند برچسب‌های ارسال با پیش‌پرداخت، بسته‌بندی هوشمند و امکان مرجوعی، امکان ایجاد اقتصاد چرخشی را فراهم کنند.
آمارهای گوناگونی وجود دارد که افزایش حمل‌ونقل هوایی را در دنیا نشان می‌دهد که تأثیرات زیست‌محیطی در حوزه گرمایش کره زمین ایجاد کرده است که چالش‌هایی را برای صنعت لجستیک به همراه داشته است. با این حال، شورای هلندی محیط زیست و زیرساخت چارچوبی جدید فراهم کرده است که در آن صنعت لجستیک می‌تواند راه‌های دیگری را برای ارزش‌افزایی در فعالیت‌های دیگر در صنعت اقتصاد ایجاد کند؛ برای نمونه تبادل منابع (جریان ضایعات یا جریان آب) برای تولید از صنایع گوناگون و همچنین تغییر ایده درهای جابه‌جایی به قطب جابه‌جایی. افزون بر این این شورا نقش صنعت لجستیک را برای سه بخش کشاورزی و صنایع غذایی، صنایع شیمیایی و صنایع تکنولوژی‌های پیشرفته مطالعه کرده است که این موارد با جزئیات کامل در گزارش Towards a Circular Economy: The Role of Dutch Logistics Industries and Governments بخوانید.

## مدیریت استراتژیک و اقتصاد چرخشی
هدف اقتصاد چرخشی هم‌راستایی با پارادایم بیشینه کردن سود در کسب‌وکار نیست. به جای آن راه‌های جایگزینی را برای تفکر پیرامون دستیابی به مزیت رقابتی پیشنهاد می‌کند. در عین حال به صورت همزمان پاسخگوی دغدغه‌های زیست‌محیطی و اقتصادی- اجتماعی قرن ۲۱ نیز هست. در واقع به این صورت از شیوه‌های خطی تولیدی دور می‌شود که اغلب منجر به توسعه قابلیت‌های جدید در طول زنجیره ارزش می‌شود و در نهایت عملکرد بهتر که سبب کاهش هزینه‌ها، بهبود بهره‌وری، برآوردن الزامات پیشرفته دولتی و نیازمندی‌های مصرف‌کننده سبز می‌شود.
اما علی‌رغم نمونه‌های زیادی که از شرکت‌های موفق در به‌کارگیری راهکارهای چرخشی در صنایع گوناگون وجود دارد و با وجود اینکه فرصت‌های زیادی در شفافیت حاصل از فعالیت‌های چرخشی وجود دارد، تصمیم‌گیری برای اقتصاد چرخشی به عنوان یک فعالیت بسیار پیچیده باقی مانده است که راهکاری یکسان برای همه شرایط ندارد. این تو در تویی و گنگی در موضوعات همچنان توسط اغلب شرکت‌ها (به ویژه شرکت‌های متوسط و کوچک) وجود دارد که استراتژی‌های چرخشی را به عنوان چیزی که در مورد آن‌ها کاربرد ندارد یا هزینه و ریسک زیادی در پیاده‌سازی دارد در نظر می‌گیرند. این دغدغه امروز به واسطه مطالعات پایشی پیوسته مانند ارزیابی‌های آمادگی برای اقتصاد چرخشی تأیید شده است.
مدیریت استراتژیک حوزه‌ای از مدیریت است که به نجات شرکت‌هایی آمده است که با احتیاط ایده‌هایی با محوریت اقتصاد چرخشی را ارزیابی می‌کنند. علاوه بر آن مدیریت استراتژیک اجزای یک شرکت را جداگانه مورد بررسی قرار می‌دهد و اینکه اگر قرار باشد دانه‌های اقتصاد چرخشی کاشته شود، کجا و چگونه این کار انجام شود را بررسی می‌کند. کتاب Strategic Management and the Circular Economy برای نخستین بار فرایند تصمیم‌گیری استراتژیک اقتصاد چرخشی را تعریف می‌کند و فازهای تحلیل، فرموله کردن و برنامه‌ریزی را شامل می‌شود. هر فاز با چارچوب‌ها و ایده‌هایی بیان شده که در مشاوره مدیریت بسیار مشهورند؛ مانند ایده درخت، زنجیره تأمین، پنج نیروی پورتر، PEST, SWOT, Strategic Clock یا ماتریکس بین‌المللی‌سازی، که همه از طریق یک اقتصاد چرخشی پرسش‌ها و دغدغه‌های جدیدی را آشکار می‌کنند. این‌طور استدلال می‌شود که همه ابزارهای استاندارد برای مدیریت استراتژیک می‌توانند و باید کالیبره شوند و در یک اقتصاد چرخشی به کار گرفته شوند، با وجود این این مسئله هنوز نیاز به تأیید دارد. یک استدلال خاص برای جهت‌گیری استراتژی ماتریکس محصولات در برابر بازار و ماتریکس ۳ در ۳ جنرال الکتریک – مک‌کینزی برای ارزیابی نقاط قوت کسب‌وکار در برابر جذابیت‌های صنعت، ماتریکس BCG برای سهم بازار در برابر نرخ رشد صنعت و ماتریس پوتفولیوی Kraljic وجود دارد.

## تأثیرات در اروپا
در ۱۷ دسامبر ۲۰۱۲، کمیسیون اروپا مستندی را تحت عنوان Manifesto for a Resource Efficient Europe منتشر کرد. این مانیفست به وضوح می‌گوید که در دنیایی که فشار زیادی بر روی منابع و محیط زیست آمده است، اتحادیه اروپا راهی به جز گذار به یک اقتصاد چرخشی برای اثربخشی منابع ندارد. علاوه بر این، این مستند بر اهمیت یک تغییر سیستماتیک در استفاده و بازیابی منابع در اقتصاد دارد تا به این ترتیب مشاغل و رقابت‌پذیری در آینده و همچنین راه‌های ممکن برای اقتصاد چرخشی تضمین شود؛ در نوآوری و سرمایه‌گذاری، قانون‌گذاری، افزایش فرصت‌ها برای مدل‌های جدید کسب‌وکار و تعیین اهداف شفاف.
سیاست‌های پژوهش زیست‌محیطی و نوآوری اروپا در نظر دارد که از گذار به اقتصاد چرخشی در اروپا حمایت کند؛ با تعریف و هدایت پیاده‌سازی دستورالعمل تحولی برای سبز کردن اقتصاد و اجتماع به عنوان یک کل برای دستیابی به توسعه حقیقتاً پایدار. برنامه Horizon 2020 از برنامه‌های پژوهش و نوآوری در اروپا حمایت مالی می‌کند که مشارکت‌های جهانی را نیز پذیراست.
برنامه‌های اتحادیه اروپا برای اقتصاد چرخشی توسط بسته اقتصاد چرخشی ۲۰۱۸ هدایت می‌شود. به صورت تاریخی، مناظرات سیاست‌گذاری در بروکسل به صورت عمده بر مدیریت ضایعات تمرکز دارد که نیمه دوم این چرخه است ولی به ندرت دربارهٔ نیمه اول صحبتی می‌شود: طراحی زیست‌محیطی. برای اینکه توجه سیاست‌گذاران و دیگر ذی‌نفعان را به این گسست جلب کنیم، کمپین Ecothis که یک کمپین اروپایی برای افزایش آگاهی راه افتاده است که نشان می‌دهد در نظر نگرفتن طراحی‌های زیست‌محیطی به عنوان بخشی از بسته اقتصاد چرخشی می‌تواند نتایج اقتصادی و زیست‌محیطی دربرداشته باشد.

## ایده‌های مرتبط
رویکردهای متنوعی نسبت به کسب‌وکارهای چرخشی و مدل‌های اقتصادی وجود دارد که اصولی مشترک با چارچوب‌های مفهومی دیگر دارد:

### تقلید از محیط زیست (Biomimicry)
نویسنده کتاب «تقلید از محیط زیست: طبیعت الهام‌بخش نوآوری» این مفهوم را به این صورت تعریف می‌کند: رشته‌ای جدید که بهترین ایده‌های طبیعت را مطالعه می‌کند و سپس از این طراحی‌ها و فرایندها تقلید می‌کند تا مشکلات انسان‌ها را حل کنند. مطالعه یک برگ برای اختراع سلول خورشیدی بهتر یک نمونه است. این را می‌توان به عنوان نوآوری با الهام از طبیعت دید.

### اقتصاد آبی
این مفهوم که توسط مدیرعامل و کارآفرین Gunter Pauli آغاز شد، از مطالعه فرایندهای تولید زیست‌محیطی در طبیعت استخراج شده و مانیفست اصلی می‌گوید: استفاده از منابع موجود … ضایعات یک محصول، ورودی تولید یک جریان پولی جدید است.

### از گهواره تا گهواره
این مفهوم توسط Stahel و نظریه‌پردازان مشابه خلق شده است که در آن صنعت از استفاده مجدد و گسترش طول عمر محصولات به عنوان یک استراتژی جلوگیری از تولید ضایعات، ایجاد مشاغل و کارآمدی منابع برای جدا کردن ثروت‌زایی از مصرف منابع استفاده می‌کند.

### زیست‌بوم‌شناسی صنعتی
زیست‌بوم‌شناسی صنعتی مطالعه جریان‌های مواد و انرژی در سیستم‌های صنعتی است. این رویکرد با تمرکز بر ارتباط میان اپراتورها در درون این زیست‌بوم در تلاش است تتا فرایندهای حلقه بسته‌ای ایجاد کند که در آن ضایعات به عنوان ورودی در نظر گرفته می‌شوند و به این ترتیب این ایده که محصولات جانبی غیردلخواهی وجود دارند از میان می‌رود.

### بازیابی منابع
در بازیابی منابع از ضایعات به عنوان مواد ورودی برای ساخت محصولات ارزشمند (به عنوان خروجی‌های جدید) استفاده می‌شود. هدف کاهش میزان ضایعات تولیدی و بنابراین کاهش نیاز به زمین‌های دفع زباله و همچنین استخراج بیشینه ارزش از ضایعات است.

### تفکر سیستمی
تفکر سیستمی توانایی درک چگونگی تأثیر اجزای یک کل بر یکدیگر است. این اجزا باید با زیرساخت، چارچوب محیط زیستی و اجتماعی خود متناسب باشند.

### قوانین زیست‌کره
قوانین زیست‌کره چارچوبی است برای پیاده‌سازی فرایندهای حلقه‌بسته تولید. این قوانین از سیستم‌های طبیعی استخراج و سپس در سیستم‌های تولید صنعتی تفسیر شدند. پنج اصل وجود دارد: صرفه‌جویی در مواد، چرخش ارزش‌ها، اختیار قدرت، زیرساخت‌های تولید محصولات پایدار و عملکرد به جای ظاهر.